# إقليم وايكاتو
إقليم وايكاتو (بالإنجليزية: Waikato)‏ هو أقليم في نيوزيلندا، يتبع نيوزيلندا، بلغ عدد سكانه 449٬200 نسمة، في 31 مايو 2016، عاصمته هاملتون، تبلغ مساحته 25٬598 كيلومتر مربع.

## أعلام
- واين سميث
- بيل كونينغهام
- جاك غاريك
- هارولد أبوت
- والتر ليتل
- أندرو باترسون